# Блесано (Удине)
Блесано је насеље у Италији у округу Удине, региону Фурланија-Јулијска крајина.
Према процени из 2011. у насељу је живело 751 становника. Насеље се налази на надморској висини од 88 м.